# School of Rock (serie de televisión)
School of Rock fue una serie de televisión estadounidense que se estrenó en Nickelodeon el 12 de marzo de 2016 y finalizó el 8 de abril de 2018. La serie se basa en la película del mismo nombre de 2003, y está protagonizado por Breanna Yde, Ricardo Hurtado, Jade Pettyjohn, Lance Lim, Aidan Miner y Tony Cavalero.

## Sinopsis
Cinco mejores amigos de 12 años que siguen de manera correcta las reglas de la escuela William B. Travis (Tomika, Freddy, Summer, Zack y Lawrence), aprenden a tomar riesgos y también llegar a nuevas metas gracias su nuevo profesor sustituto, Dewey Finn, un músico con mucha suerte y talento que utiliza el lenguaje del |rock 'and' roll]] para inspirar a su clase y así poder formar una banda secreta. Estos chicos de secundaria aprenderan nueva música, pero sobre todo aprenderán el respeto y lealtad. Pero antes de esto, ellos tienen que mantener a salvo la banda, ya que si la directora de la escuela los descubre, podría suspender a los alumnos y despedir al profesor.

## Reparto

### Personajes principales
- Tomika interpretada por Breanna Yde,[2] es la bajista y vocalista de la banda. Su mejor amiga es Summer, y juntas son capaces de superar cualquier obstáculo si se tienen una a la otra para apoyarse.
- Summer interpretada por Jade Pettyjohn,[2] es la mejor amiga de Tomika. Es la mánager y toca la pandereta en la banda. También puede cantar y tocar otros instrumentos como la batería y la guitarra, sirviendo de respaldo para quienes ocupan esos puestos. Está enamorada de Freddy.
- Zack interpretado por Lance Lim,[2] es reservado con padres autoritarios, y además de ser uno de los guitarristas de la banda.
- Freddy interpretado por Ricardo Hurtado,[2] es considerado el chico atractivo de su clase y toca la batería en la banda. Está enamorado de Summer pero no sabe que ella sentía lo mismo por él.
- Lawrence interpretado por Aidan Miner,[2] le apasiona la tecnología y es el tecladista de la banda. Es algo tímido y tiene problemas sociales pero los amigos de su clase le dan la confianza necesaria.
- Dewey Finn  interpretado por Tony Cavalero,[2] es un músico algo inmaduro, que se hace pasar por un profesor sustituto, que al final se convierte en el maestro más especial y divertido que sus alumnos hayan tenido alguna vez a pesar de que tiene un enfoque alternativo a la enseñanza y probablemente podría aprender el  más de sus estudiantes.

Dewey utiliza el lenguaje del rock and 'roll para inspirar a su clase y llegar a nuevas metas con una banda llamada School of Rock.

### Personajes secundarios
- Clark interpretado por Ivan Mallon, es el monitor de pasillo de la escuela, además de ser un antagonista principal. Es muy cumplidor con las reglas y quiere que lo demás estudiantes lo hagan. El es el único que sabe de School of Rock y quiere contárselo a la directora.
- Directora Mulins interpretada por Jama Williamson,[2] es una persona exigente y culta, siempre pide y da respeto pero no conoce a la banda oculta de los chicos.
- Asher interpretado por Will Kindrachuk, otro alumno de William B. Travis. Compite con Freddy por el amor Summer en la tercera temporada.
- Kale interpretada por Brec Bassinger, alumna de William B. Travis. Ama la naturaleza y se preocupa por cuidarla, fue novia de Freddy durante la segunda temporada pero terminan al darse cuenta de que no coinciden.

## Producción
En agosto de 2014, Nickelodeon anunció una adaptación televisiva de School of Rock y el elenco se reveló en septiembre de 2014. El 5 de abril de 2016, Nickelodeon anunció que School of Rock había sido renovada para una de 13 episodios segunda temporada, La segunda temporada se estrenó en Nickelodeon el 17 de septiembre de 2016. Nickelodeon renovó la serie para una tercera temporada de 20 episodios el 2 de diciembre de 2016. La tercera temporada se estrenó el 8 de julio de 2017. El 15 de noviembre de 2017, el canal anunció que la tercera temporada sería la última.

## Recepción
School of Rock se estrenó el 12 de marzo de 2016, obteniendo un total de 2.4 millones de espectadores totales.

## Premios y nominaciones
| Año  | Ceremonia                              | Categoría                                                                      | Candidato                          | Resultado | Ref.   |
| ---- | -------------------------------------- | ------------------------------------------------------------------------------ | ---------------------------------- | --------- | ------ |
| 2016 | 68th Primetime Emmy Awards             | Outstanding Children's Program                                                 | School of Rock                     | Nominados | [ 10 ] |
| 2016 | Producers Guild of America Awards 2016 | Outstanding Children's Program                                                 | School of Rock                     | Nominados | [ 11 ] |
| 2017 | Casting Society of America             | Outstanding Achievement in Casting - Children's Pilot and Series (Live Action) | Suzanne Goddard-Smythe & Ty Harman | Ganadores |        |
| 2017 | 2017 Kids' Choice Awards               | Favorite Female TV Star                                                        | Breanna Yde                        | Nominada  |        |
| 2017 | PGA Awards                             | Outstanding Children's Program                                                 | School of Rock                     | Nominados |        |
| 2017 | Young Artist Awards                    | Best Performance in a TV Series - Guest Starring Young Actress                 | Ashlyn Faith Williams              | Nominada  | [ 12 ] |

## Episodios
| Temporada | Temporada | Episodios | Estados Unidos           | Estados Unidos      | Latinoamérica          | Latinoamérica           | España              | España                  |
| Temporada | Temporada | Episodios | Comienzo                 | Final               | Comienzo               | Final                   | Comienzo            | Final                   |
| --------- | --------- | --------- | ------------------------ | ------------------- | ---------------------- | ----------------------- | ------------------- | ----------------------- |
|           | 1         | 12        | 12 de marzo de 2016      | 18 de junio de 2016 | 6 de octubre de 2016   | 10 de diciembre de 2016 | 18 de julio de 2016 | 3 de febrero de 2017    |
|           | 2         | 13        | 17 de septiembre de 2016 | 28 de enero de 2017 | 3 de abril de 2017     | 6 de octubre de 2017    | 10 de marzo de 2017 | 27 de noviembre de 2017 |
|           | 3         | 20        | 8 de julio de 2017       | 8 de abril de 2018  | 6 de noviembre de 2017 | 29 de junio de 2018     | 16 de abril de 2018 | 30 de mayo de 2018      |